# Die Todesarena
Die Todesarena ist ein österreichisch-deutsches Kriminalfilmdrama aus dem Jahre 1953 von Kurt Meisel mit Richard Häussler und Katharina Mayberg in den Hauptrollen.

## Handlung
Diego Moreno, der mit einer Motorrad-Nummer an einer Holzsteilwand die Attraktion sensationslüsterner Zuschauer ist, hat ein dunkles Geheimnis. Der Mann, der sein Äußeres bei Auftritten in einer Steilwand stets hinter einer Maske versteckt, ist nicht der Mexikaner, für den ihn alle halten. Nein, Moreno heißt in Wirklichkeit Georg König und ist ein von der Polizei steckbrieflich gesuchter Motorradrennfahrer. Er soll einst die Maschine eines Konkurrenten manipuliert haben, woraufhin der Konkurrent einen tödlichen Unfall erlitt. Ganz ist König alias Moreno die Schatten seiner Vergangenheit nie losgeworden, denn der Sohn des Verunglückten und dessen Mechaniker sind ihm stets auf der Spur geblieben. 
Als der Artist eines Tages eine Affäre mit einer anderen Frau beginnt, verliert König die Liebe seiner mexikanischen Gattin Manuela. Dann stirbt plötzlich der Mechaniker, und Moreno glaubt, er sei nun etwas weniger gefährdet als zuvor. Doch die Polizei ist ihm ganz dicht auf den Fersen. Schließlich führt ihn ein Gastspiel nach Wien, wo Moreno erneut seinen waghalsigen Motorradstunt vorführen soll. Im Moment höchster Anspannung, als Moreno mit seinem Gefährt einmal wieder nahezu horizontal durch die Todesarena brettert, verliert er für einen Moment die Konzentration und damit auch die Kontrolle über sein zweirädriges Geschoss und kommt dabei ums Leben. 

## Produktionsnotizen
Die Todesarena entstand Spätfrühling/Mitte 1953 im Listo-Atelier von Wien sowie im Wiener Prater und am Kobenzl. Die Motorradszenen wurden an einer Motodrom-Steilwand gedreht.
Der Film wurde am 21. August 1953 in Wien uraufgeführt, die deutsche Premiere war am 23. Oktober 1953 in München.
Fritz Stradner und Sepp Walter hatten die Produktionsleitung, Gustav Abel und Debütant Nino Borghi gestalteten die Filmbauten.

## Kritiken
Im Lexikon des Internationalen Films heißt es knapp: „Spannungsarmer Krimi, verworren konzipiert, verkrampft in Dialog und Darstellung. Einzig wirkungsvoll ist die routinierte Kameraführung.“